# Timica
Timica de Esparta (en griego antiguo: Τιμύχα Λακεδαιμονία, Timýcha Lakedaimonía, Esparta, fl. s. IV a. C.) fue una filósofa espartana de la escuela pitagórica, esposa del también filósofo pitagórico Milias de Crotona, activos en el s. IV a. C. en la Magna Grecia. Jámblico la nombra como una de las más ilustres seguidoras de Pitágoras, junto con Fintis.
La figura de Timica era un ejemplo de sofrosina en las descripciones de la secta pitagórica en la antigüedad.

## Jámblico
La leyenda de la espartana Timica y su esposo Milias de Crotona es similar a la de Damón y Fintias. Ambas historias glorifican el coraje y la lealtad de los pitagóricos que son puestos a prueba por un tirano y que no piensan en desviarse de sus principios ni siquiera frente a la muerte o la tortura.
Jámblico relata que tirano Dionisio el Viejo, a pesar de todo lo que se esforzó, no consiguió la amistad de ningún pitagórico porque se cuidaban de evitar su, según su criterio, gobierno personalista e ilegal. Envió un  destacamento de treinta hombres para que capturaran a un grupo de ellos en el paso entre Tarento y Metaponto. Los miembros de la escuela huyeron a la carrera al verles, y casi consiguen escapar; pero en su huida encontraron un campo sembrado de habas. Por no transgredir el precepto que ordenaba no tocar las habas tuvieron que detenerse y murieron en la lucha.
Cuando volvían los soldados se encontraron con Milias de Crotona y Timica de Lacedemonia, su esposa, que se habían retrasado del grupo; porque Timica estaba embarazada y, por esa razón, caminaba lentamente. Los apresaron y llevaron ante el tirano.
Dionisio les ofreció: «Si me enseñáis una sola cosa, os iréis a salvo con una escolta apropiada». Cuando Milias le preguntó qué era lo que deseaba saber, Dionisio respondió: «¿Por qué motivo prefirieron tus compañeros morir a pisar las habas?». Y Milias inmediatamente dijo: «Ellos decidieron morir, para no pisar las habas; yo, en cambio, prefiero pisar las habas, para no decirte el motivo de ello».
Dionisio quedó impresionado y ordenó que se llevaran a Milias y mandó también que sometieran a tortura a Timica (pues pensaba que una mujer embarazada  y aislada de su marido, hablaría fácilmente por miedo). Timica, sin embargo, mujer de origen noble, apretando los dientes sobre su lengua, se la cortó y se la escupió al tirano, con lo que hizo ver que, aunque fuera mujer, no podía ser obligada a revelar ningún secreto. Así manifestaba su oposición a las relaciones con los no iniciados, aunque se tratara de personas de condición noble.
La historia combina elementos que se consideraban típicamente pitagóricos: su absoluto secretismo, su completa fidelidad, la exclusividad de su asociación y la misteriosa prohibición de las «habas». La confrontación de filósofos con los gobernantes también era un tema popular en la antigüedad.

## Otras fuentes
Porfirio se limita a mencionar su nombre, puesto que en ese punto se acaba el texto que se ha conservado de su obra Vida de Pitágoras.

Mas ellos, a pesar de sus insistentes ruegos, de ningún modo accedieron a tal cosa.
Esto es lo que contó Aristóxeno por haberlo oído del propio Dionisio. Pero Hipóboto y Neantes cuentan de Milias y Timica...

Proclo la menciona en sus Comentarios sobre la República de Platón,[cita requerida] así como Clemente de Alejandría en su Stromata.[cita requerida]